# Ejército de Wurtemberg
El Real Ejército de Wurtemberg (en alemán: Königlich Württembergische Armee) era en un principio el ejército del Ducado de Wurtemberg, y posteriormente en 1806 del reino de Wurtemberg. En 1871, se integra en el ejército imperial alemán conservando sus instituciones hasta la Primera Guerra Mundial.

## Historia

### El ejército de Wurtemberg en tiempos del Sacro Imperio (hasta 1806)
El condado de Wurtemberg, elevado a ducado de Wurtemberg en 1495, demandaba a sus vasallos entrar al servicio de una hueste en tiempos de guerra. Las ordenanzas de 1498, 1515, etc., les ordenaba a presentarse con armas y pertrechos. Este servicio fue requerido por última vez en 1633 durante la guerra de los treinta años.
En 1492 y 1514, los estados de Wurtemberg (asambleas donde se reúnen la nobleza, el alto clero y la burguesía urbana) convinieron en la organización de una milicia local (Landmiliz) para la defensa del territorio.
En 1663, un censo de la Landmiliz indicaba una población masculina del ducado de unos 58.376 hombres, de los cuales 33.685 son hombres mayores, de 17 a 55 años y aptos para portar armas, de los cuales aproximadamente 9.000 son alistados efectivamente.
A finales del siglo XVII, la financiación de un ejército permanente resulta un objeto de impugnaciones recurrentes entre los estados y el duque. La constitución militar imperial (en alemán: Reichsheeresverfassung o Reichskriegsverfassung) determinó la organización de los 10 círculos imperiales, circunscripciones de financiación y de reclutamiento del ejército del Sacro Imperio, con el fin de proporcionar al emperador un contingente de tropas para las guerras votadas por la Dieta del Imperio. El círculo de Suabia, comprendía a Wurtemberg pero también otros principados como el margraviato de Baden y el principado-obispado de Augsburgo, se contribuía así a las guerras imperiales: en 1681, el contingente fue fijado a 1.321 jinetes y 2.707 infantes. En 1672, al principio de la guerra de Holanda, el Landtag de Wurtemberg acordó votar solamente el levantamiento de 180 hombres de a pie y 86 jinetes como guardia personal del duque, pero en 1673, mientras que la amenaza francesa se hacía más clara, los estados acordaron financiar 1.000 infantes y 300 jinetes. En 1698, los estados aumentaron el número de hombres a 2.000, de los cuales 850 eran para el ejército del círculo. Durante la gran guerra turca, el ducado llegó a poner en pie más de 6.000 hombres gracias a las contribuciones de los demás estados del círculo y a la república de Venecia. 

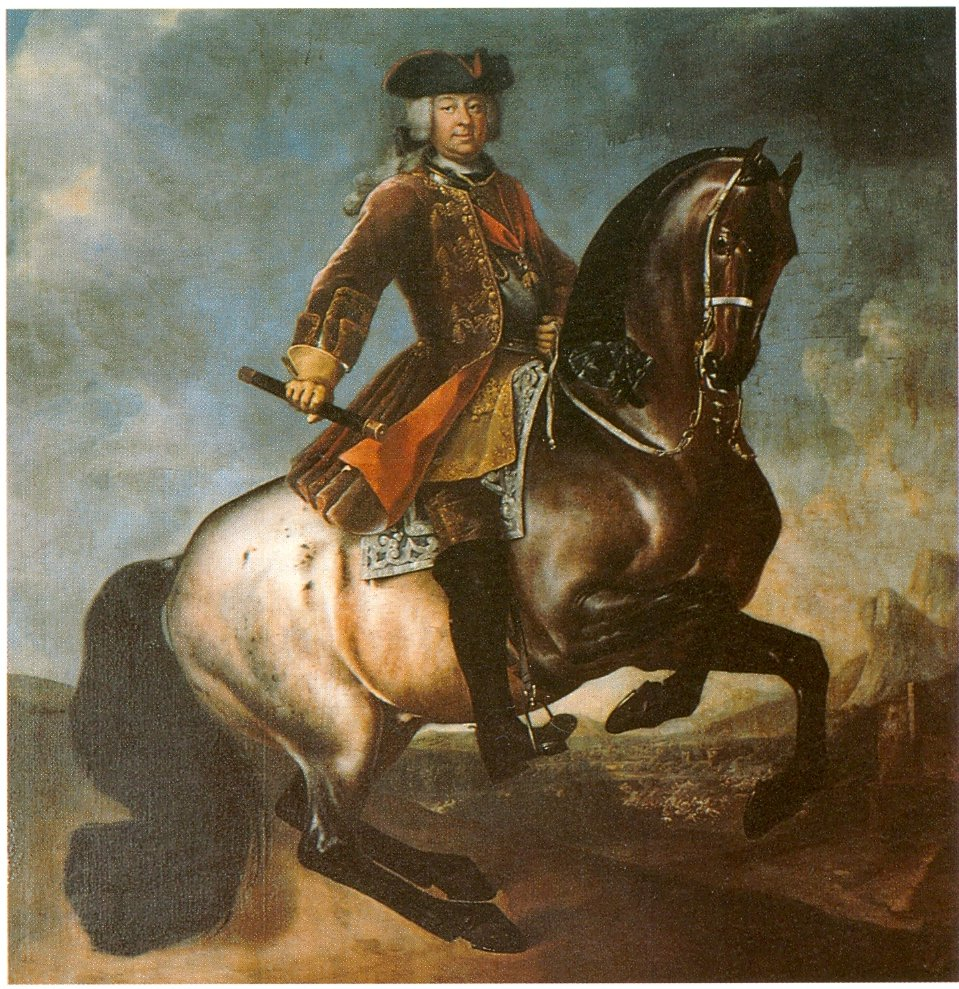
Carlos Alejandro de Wurtemberg, Mariscal de campo del Sacro Imperio.

Carlos Alejandro de Wurtemberg, Generalfeldmarschall del Sacro Imperio, más tarde duque de Wurtemberg, participó en las campañas de Eugenio de Saboya durante la guerra de Sucesión de España y las guerras austro-turcas y resultó gobernador de Belgrado después de la conquista de la ciudad a los Turcos en 1717.
Bajo el reinado de Carlos II de Wurtemberg (1737-1793), el ejército ducal alcanzó hasta 15.000 hombres, financiados esencialmente por los subsidios del reino de Francia durante la guerra de los siete años. En 1770, las protestas de los estados obligan al duque a reducir el ejército a sus efectivos de 1739.
Durante esta guerra, Luis Eugenio de Wurtemberg, hermano menor de Carlos II, estaba a cargo de un regimiento alemán al servicio de Francia y participó en la captura de Menorca en 1756 antes de pasar al servicio de Austria. En 1760, Carlos II, aliado del emperador y al mando del ejército de los círculos en Sajonia, se encuentra en el bando opuesto a su hermano Federico Eugenio de Wurtemberg, coronel del ejército de Federico II de Prusia. Carlos II, después de una derrota contra los prusianos se retira rápidamente de las operaciones. Después de la guerra, Federico Eugenio sucede a sus dos hermanos mayores en el trono del ducado. Luis Federico de Wurtemberg, segundo hijo de Federico Eugenio, fue también general del ejército prusiano, aunque más tarde, ampliamente endeudado, abandona Prusia para ponerse al servicio de Rusia hasta convertirse en gobernador de Riga.
Durante la guerra de la Primera Coalición (1792-1797), el duque Luis VII de Wurtemberg procedió a la convocatoria de la Landmiliz el 10 de febrero de 1794. Todos los hombres de la primera clase (de 17 a 30 años), salvo maestros, religiosos, abogados e inválidos, están obligados a inscribirse en compañías. El enrolamiento de las clases 2° (31 a 40 años) y 3° (41 a 50 años) estaba previsto pero finalmente no se llevó a cabo. La milicia se alistó con unos 14.000 hombres.

### El ejército en tiempos del reino  de Wurtemberg (1806-1918)

#### Guerras napoleónicas

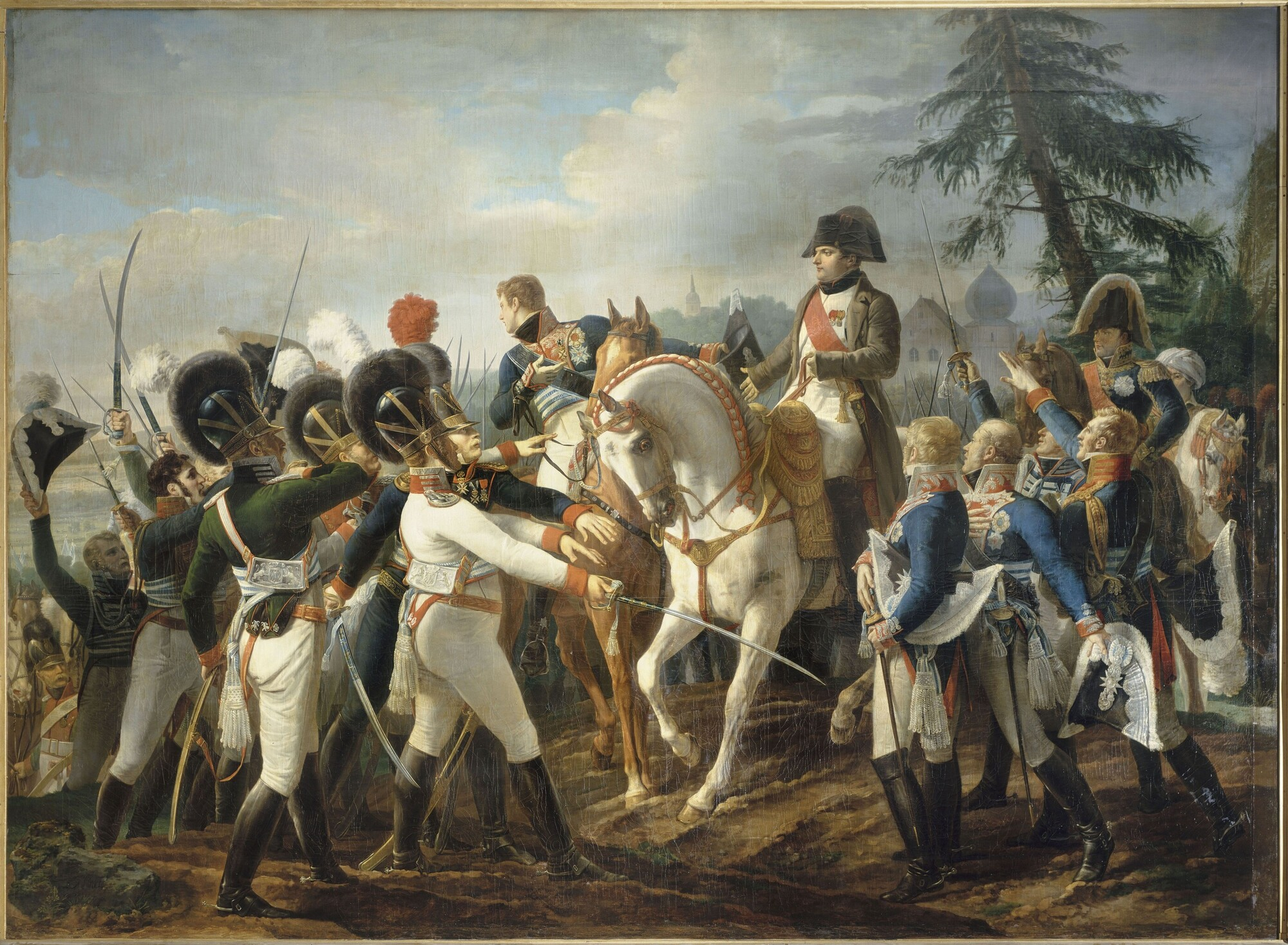
Napoleón arenga a tropas bávaras y de Wurtemberg en la batalla de Abensberg.

Durante las guerras napoleónicas, Wurtemberg, primero enemigo, luego aliado de Francia, perdió un total de 269 oficiales y 26.500 soldados. Tres cuartos de estas pérdidas acontecieron durante las campañas de 1812 y 1813.
Durante la campaña de Rusia (1812), el ejército de Wurtemberg formó la 25º división y una parte de la caballería ligera del 3º cuerpo de la Grande Armée.
La caballería de Wurtemberg, comandada por Karl von Normann-Ehrenfels, desertó del bando de Napoleón durante la batalla de Leipzig, el 18 de octubre de 1813. El reino se unió entonces a la Sexta Coalición. El príncipe Guillermo, futuro rey Guillermo I de Wurtemberg, encargó al contingente de Wurtemberg cruzar el Rin hacia Huningue durante la campaña de Francia (1814).

#### Hacia la unidad alemana

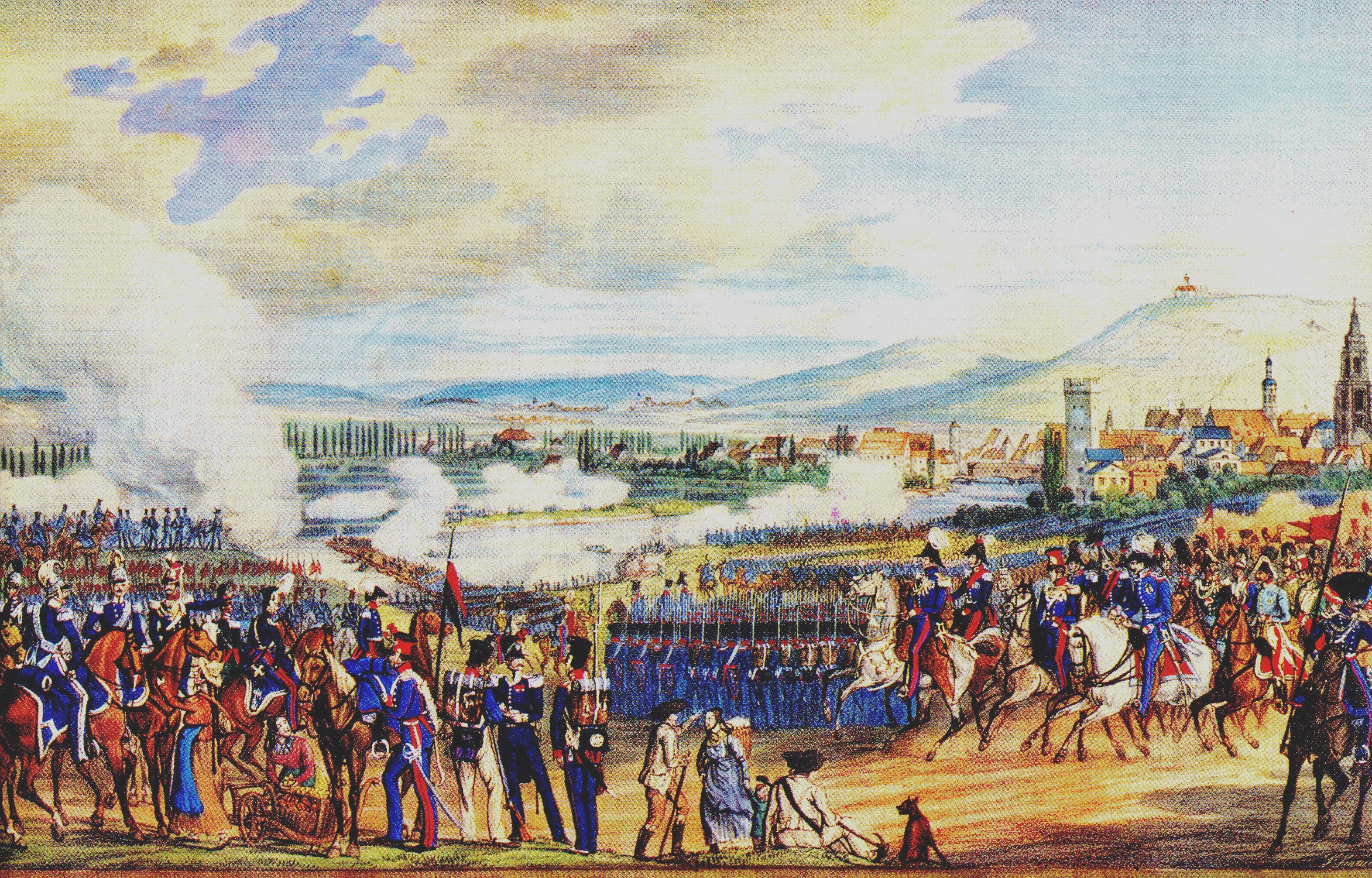
Maniobras del VIII cuerpo de ejército cerca de Heilbronn, 1840.

En 1815, el reino de Wurtemberg se une como miembro de la Confederación Germánica. Su ejército constituyó el VIII cuerpo del ejército federal. 
Durante la primera guerra de Schleswig (1848-1851), la Confederación luchó en contra de Dinamarca, y el reino de Wurtemberg proporcionó un contingente comandado por Moriz von Miller.
Durante la guerra austro-prusiana de 1866, el contingente de Wurtemberg, comandado por Oskar von Hardegg, formó parte de un cuerpo de ejército que reunió contingentes del Gran Ducado de Baden, del Gran ducado de Hesse, del ducado de Nassau y del Imperio Austriaco. Sin embargo fueron derrotados por el ejército prusiano comandado por Edwin von Manteuffel en la Batalla de Tauberbischofsheim el 24 de julio de 1866.
Durante la guerra franco-prusiana de 1870, la división de Wurtemberg, comandada por Hugo von Obernitz, se integró al 3.er ejército alemán comandado por el príncipe heredero Federico de Prusia. Participando en la batalla de Reichshoffen (4 de agosto de 1870) y el asedio de París (1870-1871).

#### El ejército de Wurtemberg en tiempos del Imperio alemán (1871-1918)

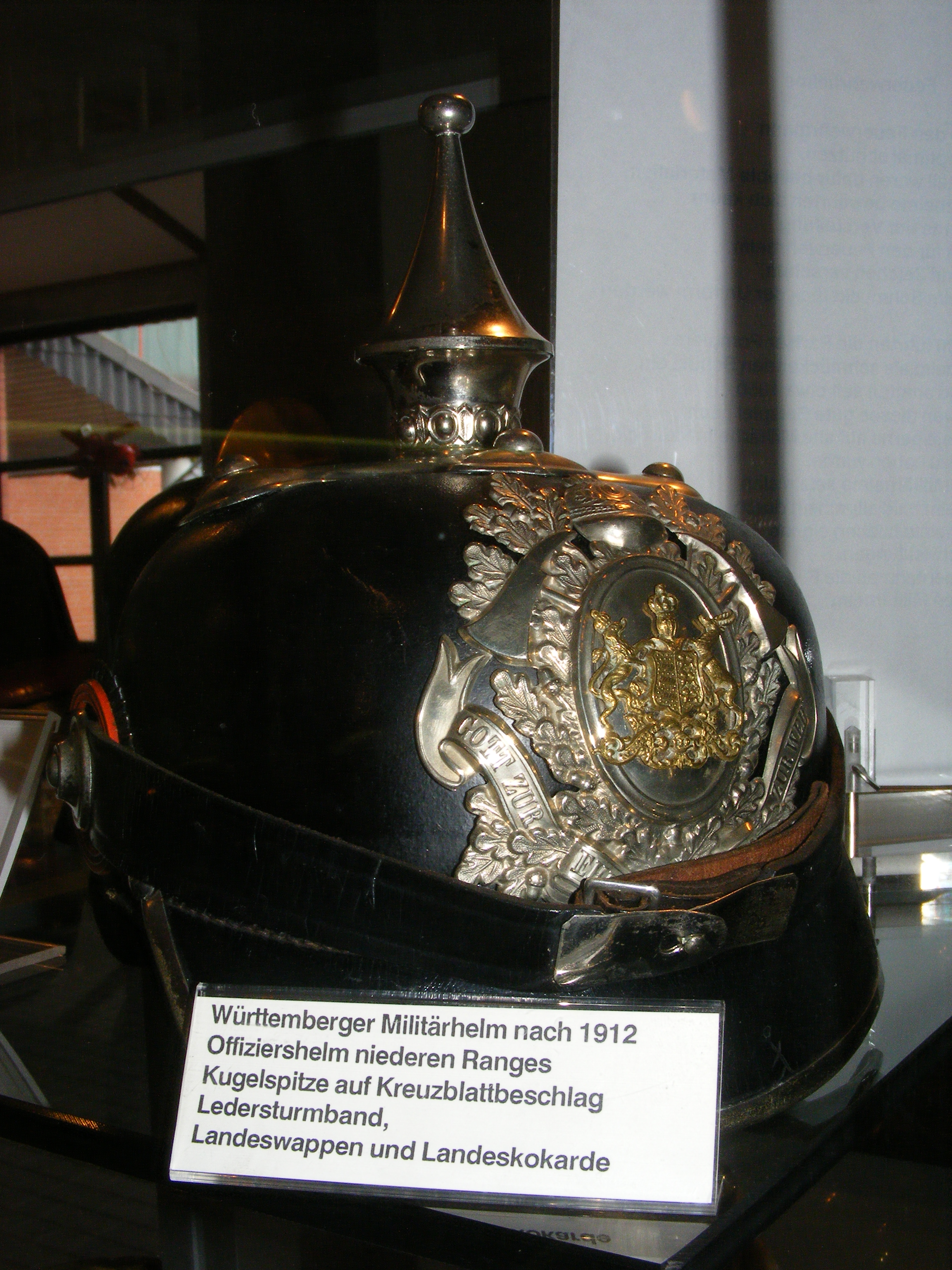
Pickelhaube del ejército de Wurtemberg.

##### Organización en tiempo de paz
Aunque Wurtemberg, desde 1871, formó parte del Imperio alemán, conservó, como Baviera y Sajonia, sus propias estructuras militares con un Ministerio de Guerra. El jefe del ejército era nominalmente el rey de Wurtemberg y el ejército conservó sus escarapelas y distintivos rojos y negros. El ejército de Wurtemberg fue elevado a dos divisiones, y constituyó el XIII cuerpo de ejército con sede en Stuttgart y Ulm. Otras tropas de Wurtemberg se añaden al XV cuerpo de ejército establecido en Estrasburgo, en el Territorio Imperial de Alsacia y Lorena (territorio del Imperio anexado en 1871). El campo militar principal Wurtembergués fue Gutsbezirk Münsingen en Jura de Suabia.
El ejército de Württemberg estaba bajo la supervisión de la 6ª inspección militar que comprendía el IV cuerpo (Magdeburg), el XI cuerpo (Kassel) y el XIII cuerpo (Stuttgart) y cuyo último comandante titular, de febrero de 1913 a agosto de 1914, fue el príncipe heredero Alberto de Wurtemberg.

#### Primera Guerra Mundial

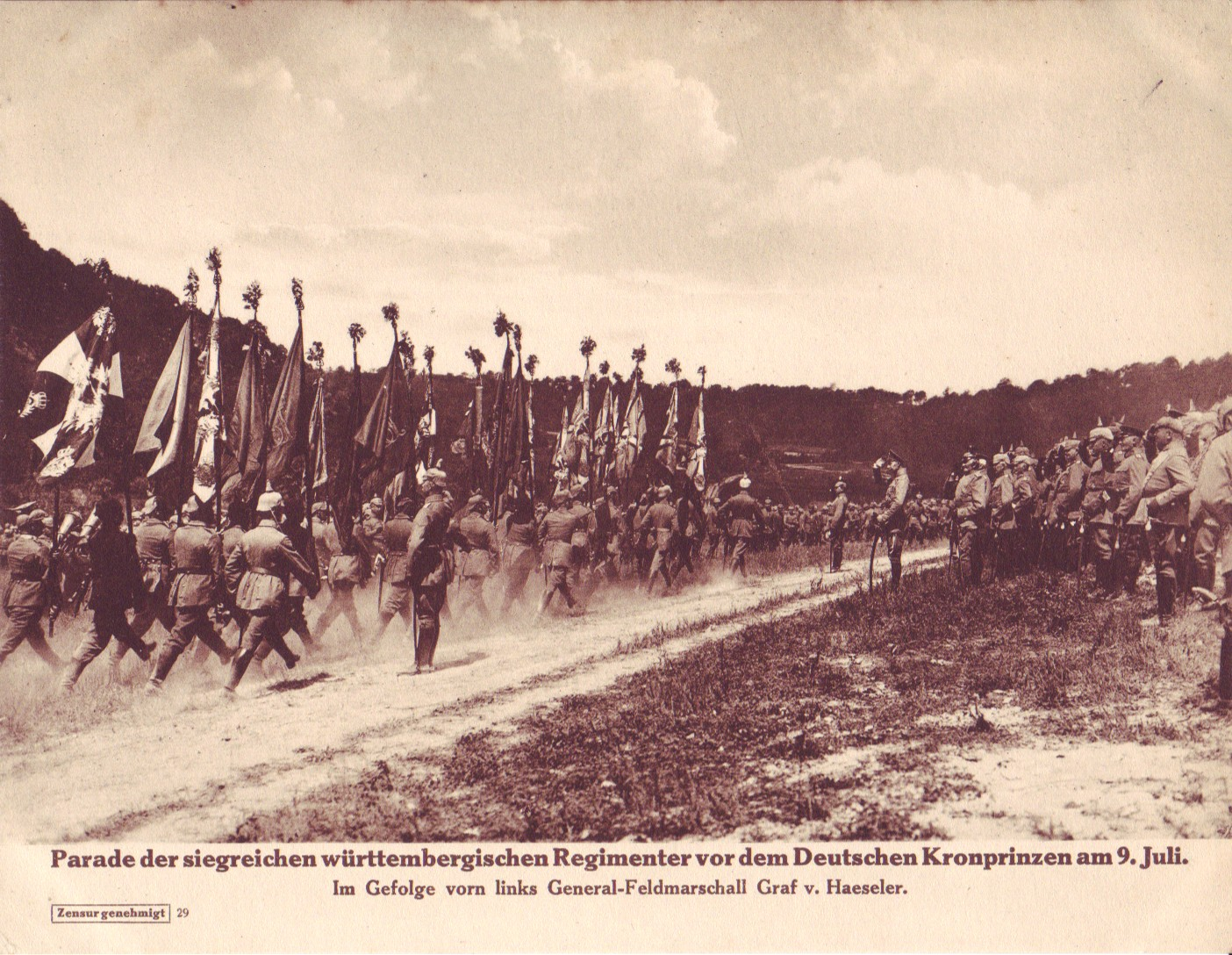
Desfile de los regimientos de Wurtemberg ante el príncipe heredero de Prusia, julio de 1914.

Al principio de la guerra, Alberto de Wurtemberg fue nombrado comandante del 4.º ejército. Servirá hasta el final de la guerra en el norte de Francia y en Bélgica sin tener a las tropas de Wurtemberg bajo sus órdenes. 
La 1.ª y la 2.ª divisiones de infantería real de Wurtemberg fueron rebautizadas como la 26.ª y 27.ª divisiones de infantería. Constituyeron el XIII cuerpo de ejército, comandado por el general prusiano Max von Fabeck y unido al 5.º ejército del príncipe heredero Guillermo de Prusia. Este cuerpo estuvo comprometido en la batalla de las Ardenas y las demás operaciones del frente del Oeste. En diciembre de 1914, la 26.ª división fue asignada al frente del Este, más tarde a los Balcanes y después al frente italiano, antes de volver al frente francés en 1918, mientras que la 27.ª división siguió estacionada en Francia. Estas fueron desmovilizadas en 1919.
La 7.ª división Landwehr de Wurtemberg participó en la ocupación de Ucrania en 1918 y en el avance hasta Taganrog y Rostov del Don.
Guillermo de Urach, jefe de la 26.ª división, se convirtió en 1918 en gobernador y efímero soberano del reino de Lituania bajo supervisión alemana. 
Soldados wurtembergueses sirvieron en otras unidades como Erwin Rommel, joven oficial del Alpenkorps que  comandaba el batallón de montaña de Wurtemberg.

## Imágenes

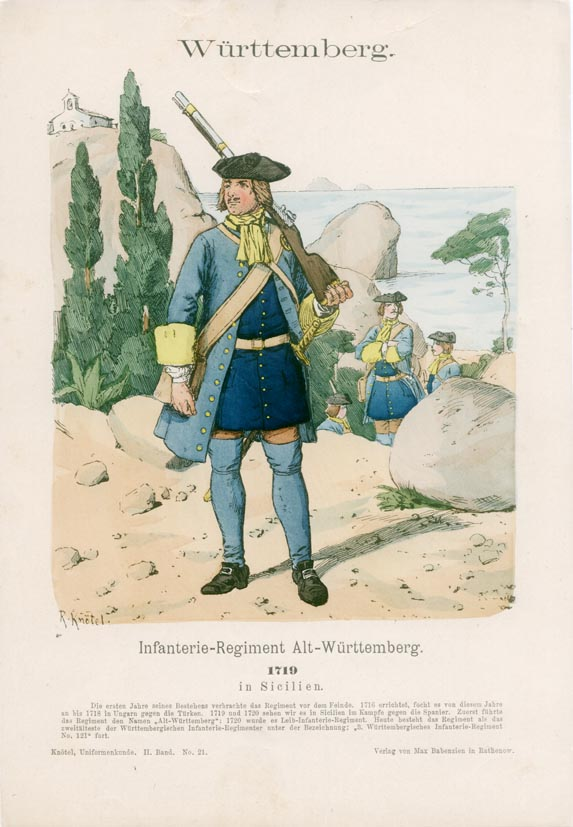
Infantería en 1719
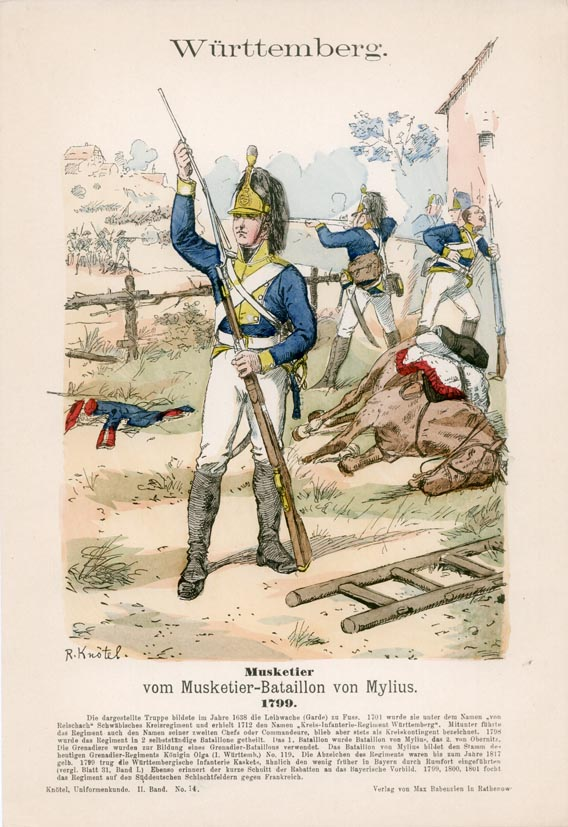
Infantería en 1799
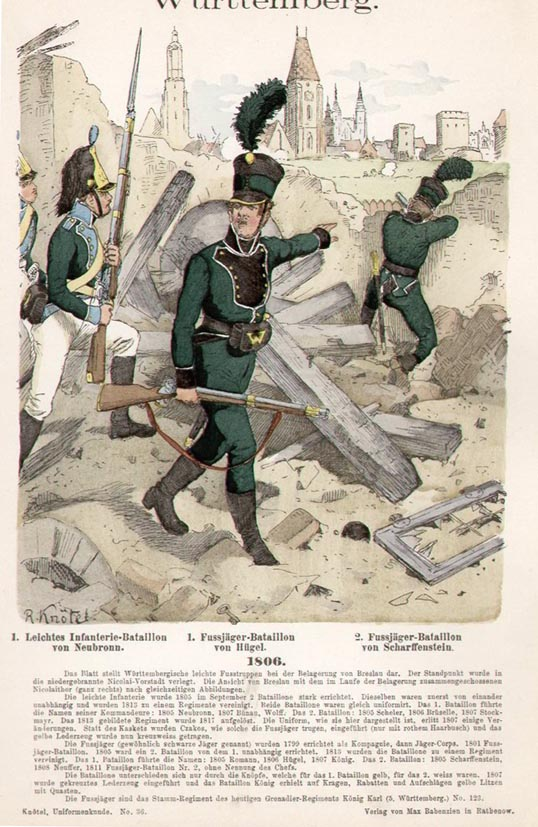
Infantería en 1806
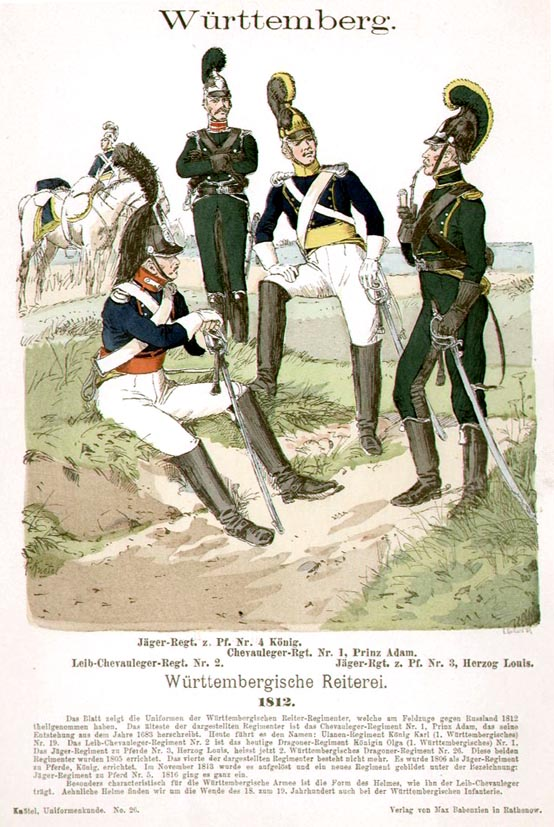
Caballería 1812
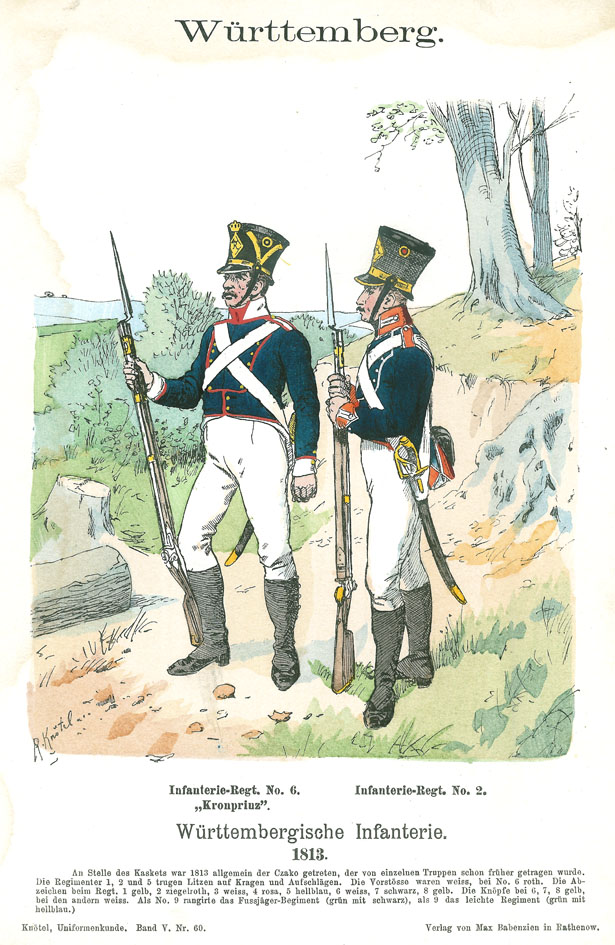
Caballería 1813
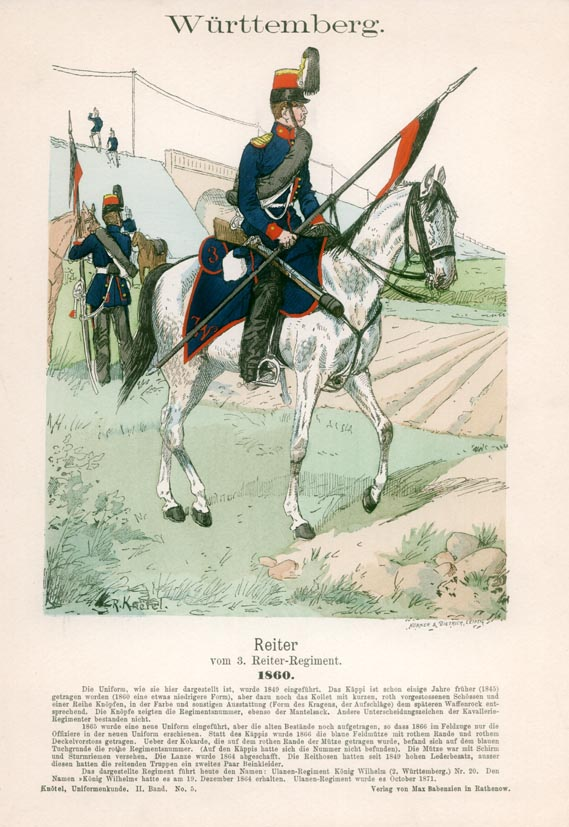
Caballería 1860
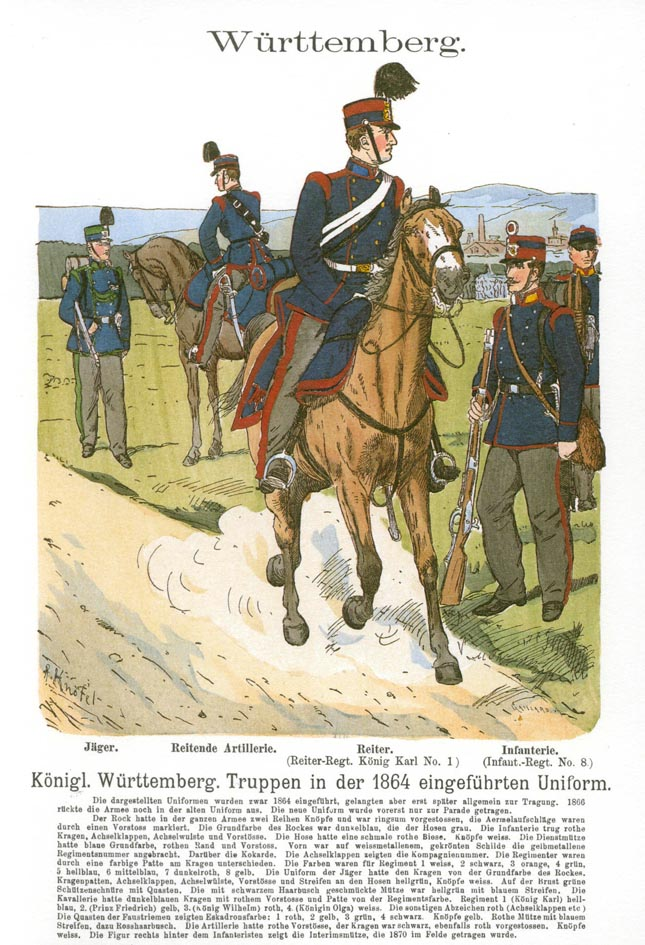
Tropas en 1864
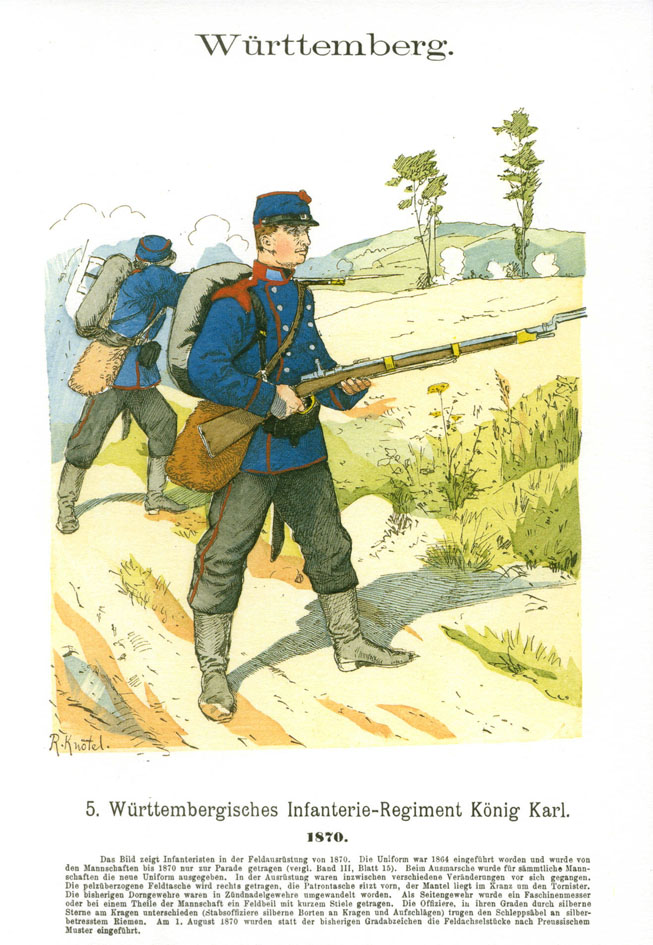
Infantería en 1870
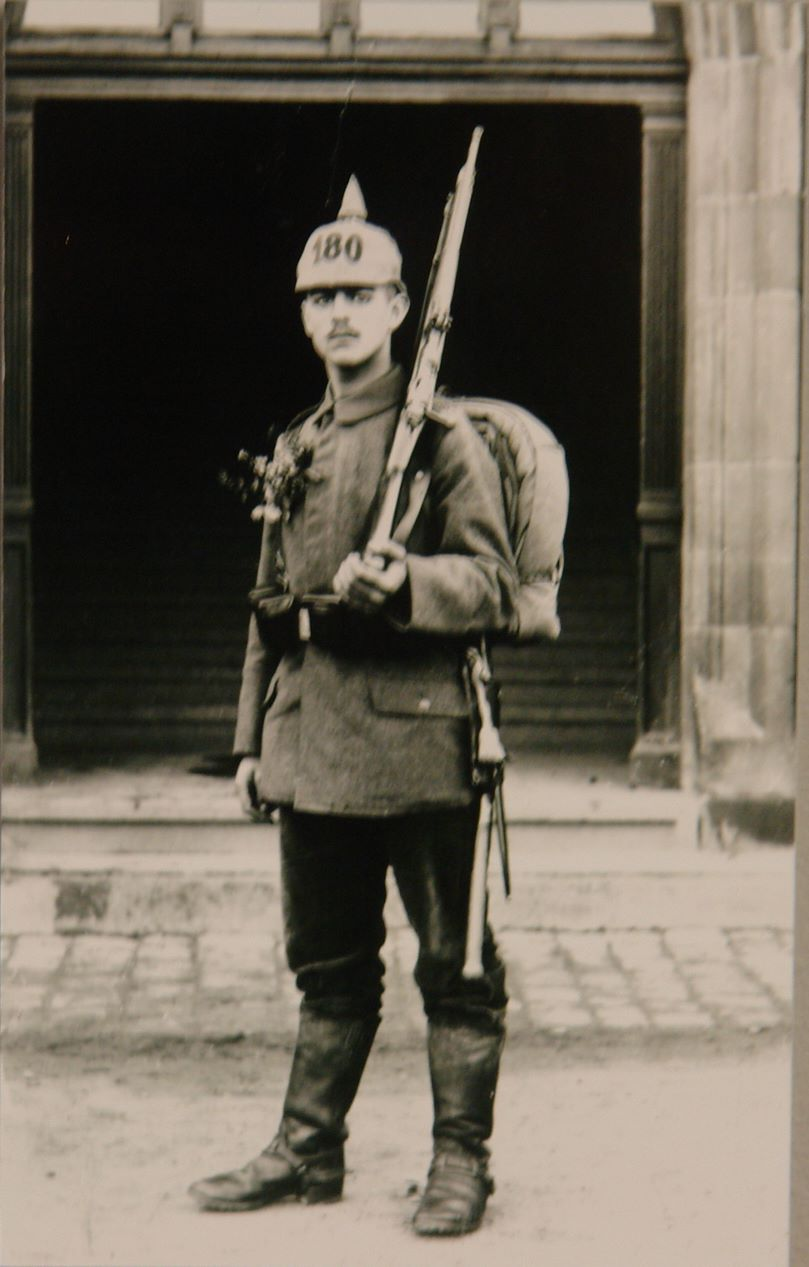
Soldado de 1914